# ヘンリー・タエフ
ヘンリー・タエフ（Henry Taefu、1993年4月2日 - ）は、ジャパンラグビーリーグワンレッドハリケーンズ大阪に所属するラグビーユニオン選手。

## プロフィール
- サモア・アピア出身。
- ポジションはセンター(CTB)。
- 身長 183cm、体重 100kg
- U20オーストラリア代表に選ばれたことがある[1]。
- サモア代表キャップは12（2025年7月現在）でラグビーワールドカップ2019のサモア代表に選ばれた[2]。

## 略歴
シドニー・ラムズ、ブリスベンシティー、レッズ、USコロミエを経て、2018年、フォースに加入。
2022年、モアナ・パシフィカに加入。
2024年7月、レッドハリケーンズ大阪に加入。